# Mikrokredit
Mikrokredite sind Kleinkredite von einer Geldeinheit bis zu einigen tausend Geldeinheiten an Kleingewerbetreibende überwiegend in Entwicklungsländern. Sie sind neben Mikroversicherungen und micro savings eine wesentliche Mikrofinanz-Dienstleistung. Die Kredite werden in der Regel von spezialisierten Finanzdienstleistern und nichtstaatlichen Organisationen meist zur Förderung der Entwicklung vergeben. Aus Sicht von Investoren stellt die Bereitstellung finanzieller Mittel für Mikrokredite eine spezielle Form der Anlage dar. 
Mikrokredite als Instrument der Entwicklungspolitik und werden als Beispiele im Rahmen des Management-Konzepts „Base of the Pyramid“ angeführt. 

## Geschichte

### Vorläufer
Monte di Pietà (italienisch für „Berg der Barmherzigkeit“) waren im späten Mittelalter und der Frühen Neuzeit Pfandleihgeschäfte, die Armen Kleinkredite gegen Pfand und geringe Zinsen gewährten.
Das vor 150 Jahren von Friedrich Wilhelm Raiffeisen entwickelte Genossenschaftsmodell basiert auf dem Selbsthilfe- und Solidaritätsprinzip, nach dem heute viele Microlender in den Entwicklungsländern arbeiten. Schon 1971 initiierte Elmar Pieroth in Togo die Vergabe von Kleinkrediten. 1974 gründete die aus der indischen Textilarbeitergewerkschaft TLA hervorgegangene Self-Employed Women's Association (SEWA) in Indien unter Leitung von Ela Bhatt eine eigene Bank, die Mikrokredite an Frauen vergab, die eine eigene Existenz als Kleingewerbetreibende aufbauen wollten. 1976 gab es in Bangladesch ebenfalls ein derartiges Programm, das von Muhammad Yunus initiiert wurde, und aus dem 1983 die Grameen Bank hervorging. Im Jahr 2006 erhielten Yunus und die Grameen Bank für diese Bemühungen um die „wirtschaftliche und soziale Entwicklung von unten“ den Friedensnobelpreis.
Nach Europa kehrte diese Idee Anfang der 1980er-Jahre zurück, als das französische Comité catholique contre la faim et pour le développement (CCFD, Katholisches Komitee gegen Hunger und für Entwicklung) begann, Anliegen und Praxis der Mikrokredite bekannt zu machen. Es ging darum, die ständig steigende Zahl von Existenzgründern, darunter viele, die aus der Arbeitslosigkeit kamen, zu unterstützen, wenn ihr Vorhaben an einer Finanzierungslücke zu scheitern drohte. In Frankreich wurde 1989 die gemeinnützige Adie gegründet, die inzwischen (März 2007) rund 100 Zweigstellen hat und jährlich über 10 000 Mikrokredite an Arbeitslose und Sozialhilfeempfänger vergibt. In den Niederlanden entstand das Modell „Tante Agathe“ zur Aktivierung von Privatkapital für Existenzgründer. In Deutschland hat die Bundesregierung Anfang 2010 die GLS Gemeinschaftsbank mit dem Aufbau des Mikrokreditfonds Deutschland beauftragt. Seit 2015 übernimmt die GRENKE BANK AG diese Aufgabe.

### Mikrokredit als Instument der Entwicklungspolitik
1995 gründete die Weltbank die Consultative Group to Assist the Poor (CGAP, „Beratungsgruppe für die Unterstützung der Armen“) mit dem Ziel, 200 Millionen US-Dollar für die Vergabe von Mikrokrediten zu mobilisieren. Ein erster Höhepunkt der Entwicklung war der Microcredit Summit im Jahr 1997.
Die Vereinten Nationen sehen in der Mikrofinanzierung ein wichtiges Instrument zur Erreichung der Millenniumsziele zur Reduktion von Armut. Das Jahr 2005 wurde von den Vereinten Nationen zum Jahr der Mikrokredite ausgerufen.
Seit 2006 gibt es über das gemeinnützige Unternehmen Kiva im Internet die Möglichkeit, Mikrokredite direkt an einen selbst ausgesuchten Kreditnehmer in einem Entwicklungsland zu vergeben. Auch andere Organisationen bieten mittlerweile diese Möglichkeit an.

## Daten
Für definitorische und statistische Zwecke wird die Obergrenze von Mikrokrediten oft in Höhe des durchschnittlichen Bruttojahreseinkommens pro Einwohner des jeweiligen Landes angesetzt. Die Zahl der Bezieher von Mikrokrediten wird weltweit auf 150 bis 200 Millionen geschätzt. Das weltweite Finanzierungsvolumen wird auf etwa 70 Milliarden US-Dollar geschätzt.
Zwei Organisationen, die sich schwerpunktmäßig im Bereich Mikrokredit engagieren, sind das Deutsche Mikrofinanz-Institut und FINCA International (USA). Zuletzt erschlossen vermehrt private, kommerziell orientierte Anbieter wie Smava das Feld.
Die Zentren der Mikrofinanz liegen in Indien und Bangladesch. Im weltweit größten Markt, Indien, liegt die Zahl der Mikrokredite gegenwärtig bei etwa 75 Millionen, wobei zu berücksichtigen ist, dass viele Kreditnehmer mehrere Kredite gleichzeitig beziehen. Viele Mikrokredit-Institutionen vergeben die Mikrokredite nur an Frauen. So sind laut einer Studie von PricewaterhouseCoopers 85 Prozent der indischen Mikrokreditnehmer Frauen. Einer Studie der Universität Liverpool zufolge nutzen Frauen aber nur äußerst selten das geliehene Geld dazu, ihr eigenes Unternehmen aufzubauen; stattdessen gäben die Kreditnehmerinnen das Geld oft an ihre Ehemänner weiter beziehungsweise nutzen das Geld für private Einkäufe.

## Arbeitsweise
Mikrokredite folgen bestimmten ökonomischen Prinzipien, wodurch Rückzahlungen in einer sozial akzeptablen Weise ermöglicht werden sollen. Mikrokreditvergebende Organisationen wurden ursprünglich als Alternative zu Kredithaien geschaffen, die dafür bekannt waren, ihre Klienten auszunutzen. Viele Unternehmen begannen als Non-Profit-Organisationen und arbeiteten mit staatlichen Geldern oder privaten Subventionierungen. Ab den 1980er Jahren änderte sich dies jedoch unter dem Einfluss des Neoliberalismus und dem „Financial System Approach“, das vom Harvard Institute for International Development propagiert wurde. Die Kommerzialisierung der Mikrokredite begann mit der Gründung der Unit Desa innerhalb der Bank Rakyat Indonesia, die Mikrokredite auf der Basis der aktuellen Zinssätze anbot.
Viele dieser Organisationen funktionieren heute ironischerweise als eigenständige Bank, was zu einem deutlichen Zinsanstieg der durchschnittlichen Mikrokredite geführt hat und der Schwerpunkt auf Sparprogramme verlagert wurde. Als Beispiel hat Unit Desa bis zu 20 % Zinsen auf Mikrokredite verlangt. Diese Entwicklungen führten zu Diskussionen in der Sinnhaftigkeit der Mikrokredite und zu Anschuldigungen durch Entwicklungsexperten, dass Bankdirektoren über Mikrokredite die Praxis der Kredithaie übernehmen würden.
In Entwicklungsländern folgt die Vergabe der Mikrokredite bestimmten ökonomischen Prinzipien:
- Gruppenbildung: Obwohl die ursprüngliche Idee der Mikrokredite prinzipiell die Vergabe an Individuen vorsah,[14] ist die Kreditvergabe an Gruppen eines der Kernprinzipien. Die „Solidaritätszirkel“, wie sie die Grameen Bank und andere frühe Mikrokreditinstitutionen anwandten, etablierten sich erst später.[15] Ein Solidaritätszirkel ist in diesem Zusammenhang eine Gruppe von Kreditnehmern, die sich gegenseitig unterstützen, obwohl die Verantwortung für die Rückzahlung der Kredite beim Individuum verbleibt.[16] Der Einsatz von Solidaritätszirkeln war durch das Prinzip des Skaleneffekts motiviert, da die Kosten, die durch die Kreditvergabe und Rückzahlung verursacht werden, signifikant kleiner erscheinen, wenn der Kredit an eine Gruppe vergeben wird, als an eine Person. Oftmals hängt die Vergabe eines Kredits an ein Mitglied der Gruppe von der erfolgreichen Rückzahlung eines anderen Mitglieds im Solidaritätszirkel ab, wodurch eine Form der Bürgschaft entsteht.[15]

- Fokussierung auf Frauen: Die Kreditvergabe an Frauen wurde zu einem wichtigen Prinzip im Bereich der Mikrokredite und viele Banken und NGOs vergeben diese sogar exklusiv an Frauen.[15] Pro Mujer, eine Non-Profit-Organisation zur Entwicklungshilfe bei Frauen in Lateinamerika, kombiniert die Kreditvergabe mit Gesundheitsfürsorge, da die Gesundheit der Kreditnehmer als eine der wichtigsten Voraussetzungen für den Erfolg der Mikrokredite gilt.[17] Obwohl die Grameen Bank ursprünglich an beide Geschlechter, zu den gleichen Konditionen Geld verlieh, repräsentierten Frauen 95 % ihrer Klienten und heute sind Frauen mit 75 % aller Mikrokreditnehmer weltweit überrepräsentiert.[15]

- Kundenkontakt: Die Mikrobank prüft das Geschäftsmodell des Kreditnehmers gründlich und passt die Rückzahlungsintervalle und -raten dem Geldfluss des Unternehmens an (wöchentliche oder monatliche Rückzahlung).

### Zinshöhe
Der effektive Jahreszins für Mikrokredite liegt deutlich über dem klassischer Kredite, häufig über 20 % p. a. Dies wird begründet mit den höheren Kosten und der notwendigen intensiven Beratung, die Mikrokredite verursachen. Eine Studie der Asiatischen Entwicklungsbank bezeichnet Zinsen zwischen 30 und 70 % p. a. als üblich. Allerdings sind die Kreditbedingungen und Zinsen von entwicklungspolitischen Microlendern meist erheblich günstiger und kalkulierbarer als diejenigen herkömmlicher Geldverleiher.
Eine der Initiatorinnen der Mikrokredite, die Grameen Bank, ist dazu übergegangen, drei Arten von Krediten zu vergeben: Unternehmens-Darlehen zu einem Zinssatz von 20 %, Baudarlehen zu 8 % Zinsen und Bildungskredite für die Hochschulausbildung der Kinder von Grameen-Familien (Zinssatz: 5 Prozent). Zinsen sind in vielen Mikrokredit-Programmen einfache Zinsen (Restwertabschreibung) und keine Zinseszinsen.

### Rückzahlungsquote
Durch Einhaltung der oben genannten Regeln – Gruppenbildung, Kundenkontakt und Fokussierung auf Frauen – sowie wachsende Professionalisierung erzielen viele Microlender oft Rückzahlungsquoten von 95 bis 100 Prozent. Allerdings bezieht sich die Rückzahlungsquote bei der Grameen-Bank nur auf Erstkredite. Nach Angaben des bangladeschischen Wirtschaftswissenschaftlers Anu Muhammad beträgt die Rückzahlungsquote für Mikrokredite in Bangladesch trotz des Gruppenzwangs nur 65 %. Die hohen Rückzahlungsquoten kämen durch Umschuldungen zustande.

### Refinanzierung und Subventionierung
Die Geldmittel für Mikrokredite stammen von den internationalen Banken, aus Zuschüssen und gering verzinsten Krediten im Rahmen der staatlichen Entwicklungshilfe, aus ethischen Geldanlagen, aus privaten Spenden und aus Spareinlagen der lokalen Bevölkerung (dann handelt es sich um echte Microlender). Banken verbriefen Forderungen aus Mikrokrediten in Form von Wertpapieren, die auf den Kapitalmärkten platziert werden. Beispielsweise haben die Citibank und die deutsche Kreditanstalt für Wiederaufbau 2006 Forderungen der Nichtregierungsorganisation BRAC aus Bangladesch verbrieft. Diese Verbriefung hat ein Gesamtvolumen von 150 Millionen Euro.
1983 war die Grameen-Bank noch vollständig fremdfinanziert und ist heute immer noch abhängig von Entwicklungshilfe. Eine staatliche Subventionierung von Mikrofinanzdienstleistern ist mittlerweile auch in anderen Ländern üblich geworden. Doch sind umgekehrt viele Nichtregierungsorganisationen (NROs) in Bangladesch dazu übergegangen, sich statt Spenden durch die Zinsen aus der Vergabe von Mikrokrediten zu finanzieren. Diese Mikrokredit-NROs sind so groß geworden, dass man sie als einen weiteren neben dem traditionellen Finanzmarkt betrachten muss.
Internationale Kapitalgeber für Mikrokredite sind z. B.:
- Die Weltbank-Tochter International Finance Corporation (IFC)
- European Bank for Reconstruction and Development (EBRD)
- Soros Economic Development Fund (SEDF)
- die KfW Bankengruppe
- die Bank im Bistum Essen eG, die als katholische Genossenschaftsbank weltweit direkt in Microlender investiert
- Opportunity International Deutschland – eine gemeinnützige Stiftung, die ihre Spendengelder zum Aufbau von Microlendern in Entwicklungsländern verwendet
- Die ökumenische Entwicklungsgenossenschaft Oikocredit vergibt 80 % ihrer Kredite an Mikrofinanzeinrichtungen; Privatanleger können sich über den Kauf von Genossenschaftsanteilen beteiligen.
- Der Invest in Vision Microfinance Funds, ein in Deutschland aufgelegter Mikrofinanzfonds, der Kapital verleiht an Microlender in Entwicklungs- und Schwellenländern.
- Der European Fund for Southeast Europe (EFSE) ist der weltweit größte Mikrofinanzfonds und basiert auf einer Public Private Partnership. Investoren sind u. a. die Europäische Kommission, das Bundesministerium für wirtschaftliche Zusammenarbeit und Entwicklung, die Kreditanstalt für Wiederaufbau und Sal. Oppenheim.
- responsAbility Global Microfinance Fund ist ein in Luxemburg aufgelegter, Privatanlegern zugänglicher Fonds von einem Verbund vorwiegend Schweizer Banken: Credit Suisse Group, Raiffeisenbanken, Baumann & Cie, Banquiers, Alternative Bank Schweiz, Swiss Re, Andromeda Fund (Niederlande).
- Vision Microfinance ist ein in Luxemburg aufgelegter Mikrofinanz-Fonds, wird verwaltet von Absolute Portfolio Management in Wien und enthält überwiegend festverzinsliche Anlagen, meist in der Form von Darlehen an Microlender.
- Mikrokreditfonds Deutschland

## Armutsbekämpfung
Finanzschwache Kleingewerbetreibende haben in der Regel keinen Zugang zu üblichen Bankkrediten, da sie keine dinglichen Sicherheiten stellen können und der Aufwand pro Kredit klassischen Banken zu hoch erscheint. Infolgedessen bleiben sie oft im informellen Sektor und abhängig von Kreditvermittlern oder gar „Kredithaien“ mit meist extrem hohen Zinssätzen.
Durch Mikrokredite soll armen Bevölkerungsschichten in Entwicklungs- und Schwellenländern die Möglichkeit gegeben werden, Kredite zu wirtschaftlich tragbaren Konditionen aufzunehmen. Bei Kleingewerbetreibenden, welche die Hauptzielgruppen von Mikrofinanz darstellen, soll so die Möglichkeit von Investitionen in das Gewerbe verbessert bzw. überhaupt erst geschaffen werden. Dadurch soll wiederum die wirtschaftliche Tätigkeit der Kunden und damit mittelbar auch der Lebensstandard erhöht werden. Wundermittel sind Mikrokredite hingegen nicht, weil sie einen gewissen Grad an Selbständigkeit voraussetzen und damit die Ärmsten der Armen meist nicht erreichen können.
Daher ist in der Forschung zur Wirksamkeit von Mikrofinanz-Initiativen ein skeptischer Ansatz ratsam. Viele veraltete oder rein quantitative Studien basieren auf einer isolierten Betrachtung von Mikrofinanz-Initiativen und ignorieren Konkurrenz durch informelle Kreditgeber. Mikrofinanz-Initiativen können völlig unbeabsichtigte Konsequenzen haben. Schlecht gemanagt bieten sie unternehmerisch Veranlagten die Möglichkeit, „Mittelmänner“ zu werden, indem sie durch nachgewiesene Kreditwürdigkeit erhaltene formelle Mikrokredite an ärmere Kreditnehmer weitervergeben. Als Folge dieser informellen Vermittlung („informal intermediation“) profitieren die Ärmsten der armen Kleinstunternehmer weniger als die vergleichsweise weniger Armen.
In den meisten Fällen sind Mikrokredit-Kunden auch nach Jahren nicht in der Lage, reguläre Sparkonten bei Geschäftsbanken zu eröffnen und so das durch Mikrokredite wirtschaftlich Erreichte zu sichern. Institutionen, die im Sinne eines umfassenderen Mikrofinanz-Ansatzes auch Sparmöglichkeiten (micro savings) und andere Finanzdienstleistungen bieten, gehen hier einen Schritt weiter. Ebenfalls eine Alternative ist eine Finanzierung, die über produktive Güter gesichert ist (auch Microleasing), und die vor allem in Ostafrika und Asien angewendet wird. Anstatt einen Kredit aufzunehmen, leasen die Kunden ein produktives Gut bei einer Mikrofinanz-Institution. Das produktive Gut, z. B. eine Kuh, ermöglicht ihnen, ein höheres Einkommen zu erwirtschaften und damit die Leasing-Gebühren zu begleichen. Bis das Leasing abbezahlt ist, gehört das Gut der Mikrofinanz-Institution. Eine zusätzliche Sicherheit wie bei einem Kredit ist deshalb nicht nötig. Wenn das Leasing abbezahlt ist, gehört das Gut dem Kunden. Über den zusätzlichen Ertrag kann er oder sie dann selber verfügen.
Zunehmend wird das Konzept der Mikrokredite auf Industrieländer übertragen. So schlug Hillary Clinton beim Microcredit Summit 1997 vor, Mikrokredite zur Armutsbekämpfung in den Slums US-amerikanischer Großstädte einzusetzen.

## Kritik
Thomas Gebauer wendet entgegen der Annahme, dass Mikrokredite der Armutsbekämpfung dienen, ein, dass Mikrokredite die Vereinzelung der Menschen verstärken. Sie privatisieren nach Sicht von Gebauer gesellschaftlich verursachte Not, tragen zur Privatisierung öffentlicher Güter bei und unterminieren dadurch Formen gemeinsamen Bemühens um politische Einflussnahme gegen die Armut. Das Prinzip der Solidarität werde durch das Prinzip der Konkurrenz ersetzt. Daniel Mertens untersuchte die Mikrofinanz als Teil des finanzmarktgetriebenen Kapitalismus und verweist darauf, dass seit den 1980er-Jahren Kredite genutzt wurden, um Sozialprogramme zurückzufahren und den öffentlichen Sektor zu privatisieren. Mikrokredit-Befürworter sehen in Mikrokrediten oft einen Bruch mit der oft als gescheitert betrachteten Entwicklungspolitik der Strukturprogramme des Washington Consensus. Gerhard Klas und Philip Mader vertreten hingegen u. a. aufgrund der Analysen von Gebauer und Mertens die Kritik, dass Mikrokredite nicht eine Abkehr von dieser Entwicklungsstrategie, sondern Bestandteil derselben sei.
Gerhard Klas kalkuliert, dass die 10.000 weltweit existierenden Mikrofinanzinstitutionen im Durchschnitt Zinsen in Höhe von 38 % pro Jahr von ihren etwa 100 Millionen Kunden verlangen. Begründet wird dies mit hohen Transaktionskosten, langen Anfahrtswegen usw. Insbesondere in der Landwirtschaft sei die Rückzahlung (die oft wöchentlich erfolgen muss, was die hohen Transaktionskosten weiter in die Höhe treibt) von den Kreditnehmern – weit überwiegend Frauen – daher kaum zu leisten.
Die Ärmsten der Armen kämen als Kreditnehmer von Mikrokrediten nicht mehr in Frage, da es ihnen an Möglichkeiten mangele, Einkommen zu erzielen und Kredite zurückzuzahlen. Die Fokussierung auf die reine Kreditvergabe ohne Ergänzung einer Spar-Möglichkeit führe häufig zu einer Schuldenfalle, aus der gerade die weibliche Hauptzielgruppe nur schwer herauskomme. Überdies verändere die Vergabe von Mikrokrediten nicht die wirtschaftlichen Makrostrukturen und fördere keine transformativen Rahmenbedingungen. Oft würde der Mikrokredit als Konsumentenkredit genutzt, um z. B. Hochzeiten zu finanzieren.
Im Herbst 2010 nahmen sich im indischen Bundesstaat Andhra Pradesh innerhalb von zwei Monaten mindestens 54 Mikrokreditnehmer das Leben. In diesem Zusammenhang wurde berichtet, dass der Mikrokredit-Sektor dort mehr und mehr den Kredithaien gleiche, von denen er die Armen einst erlösen wollte. Muhammad Yunus selbst, der Gründer der Grameen Bank, befürchtet eine zunehmende Verarmung und Verschuldung von Kreditnehmern, da bei manchen Kreditgebern der eigene Profit viel stärker im Vordergrund steht als die Entwicklungshilfe. Er fordert daher eine Vereinheitlichung der Zinssätze. Sonst bestehe die Gefahr einer neuen Finanzblase.
Ein weiterer Kritikpunkt ist, dass in vielen Ländern weiterhin eine Finanzierungslücke zwischen Mikrokrediten von bis zu ca. 1.000 US$ und Bankkrediten ab ca. 10.000–15.000 US$ besteht. So gibt es in Senegal laut Zentralbankangaben etwa 1 Million Mitglieder von meist informell operierenden Kreditgenossenschaften, aber die durchschnittliche Kredithöhe beträgt nur bis zu 400 US$.

## Mikrokredite in Deutschland

### Mikrokredite des Mikrokreditfonds Deutschland
In Deutschland richtete die Bundesregierung zum Ausbau des Mikrofinanzangebots Anfang 2010 den Mikrokreditfonds Deutschland ein. Auf dessen Basis vergibt die GRENKE BANK AG in Kooperation mit dem Deutschen Mikrofinanz-Institut Kredite an Kleinstunternehmen und Gründungen. Die Mikrokreditvergabe des Mikrokreditfonds Deutschland erfolgt ausschließlich über Mikrofinanzierer, die vor der Anerkennung als Mikrofinanzinstitut einen aufwändigen Akkreditierungs- und Prüfungsprozess bestehen müssen. Die MFI schließen nach der Akkreditierung mit der GRENKE BANK AG und dem Deutschen Mikrofinanz Institut einen Kooperationsvertrag für die Mikrokreditvergabe ab, bevor sie tätig werden dürfen.
Diese Mikrofinanzierer (MFI) sind sowohl in unterschiedlichen Organisationsformen tätig als auch von der regionalen oder bundesweiten Ausrichtung des Angebotes her unterschiedlich. Jedes MFI kann seine eigenen Kreditprogramme, Zielgruppen, Vergabeprozesse und Betreuungsangebote entwickeln und am Markt anbieten, solange die Kernvorgaben des Mikrokreditfonds Deutschland wie Zielgruppen, Zinssatz, Höchstgrenzen, Laufzeiten und Zweck des Kredites sowie die Rahmenbedingungen des Kooperationsvertrages eingehalten werden.
Die MFIs nehmen eigenständig die Kreditanfragen ihrer Kunden entgegen. Sie prüfen und entscheiden nach eigenem Ermessen über die Kreditvergabe. Bei positivem Entscheid leiten sie den Kreditwunsch an die Kooperationsbank weiter, die nun wiederum den Kreditvertrag erstellt und über die MFIs von der Kundschaft unterzeichnen lässt. Für die gesamte Abwicklung und Betreuung ist dabei das MFI zuständig, das auch im Rahmen einer vorrangigen First-Loss-Haftung das Risiko für die Kreditrückzahlung übernimmt. Während der gesamten Laufzeit des Kredites bleiben die MFI die Ansprechpartner für die Betreuung der Mikrokreditkunden.

#### First-Loss-Haftung des Mikrokreditfonds Deutschland
Der Begriff First-Loss-Haftung findet Anwendung im Kooperationsvertrag zwischen dem Mikrokreditfonds Deutschland, der GRENKE BANK AG und den Mikrofinanzierern (MFI), die die Vergabe von Mikrokrediten an bestehende kleine Unternehmen oder für Existenzgründungen anbieten.
Bei der Vergabe von Mikrokrediten des Mikrokreditfonds Deutschland übernehmen die Mikrofinanzierer vorrangig die Haftung gegenüber Bank und Fonds. Diese Art der Haftung wird als First-Loss-Haftung bezeichnet (der MFI „verliert als Erstes“). Der Mikrofinanzierer übernimmt Verluste aus der Mikrokreditvergabe vorrangig mit einer vertraglich festgelegten Prozentzahl, z. z. 18 %. Als Bemessungsgrenze wird dabei die jeweils höchste ausgereichte Kreditsumme aller Mikrokredite des jeweiligen MFI des jeweiligen Jahres als Berechnungsgrundlage zugrunde gelegt. Erst wenn diese Schwelle überschritten wird, tritt der Mikrokreditfonds in die Haftung gegenüber der Bank ein.
Bisher wurde diese Schwelle (über alle MFIs gerechnet) nicht überschritten, da sich die Ausfallquote bei den Mikrokrediten zwischen 4 % und 5 % bewegt.

### Mikrokredite anderer Anbieter
In einigen Bundesländern bieten die Landesbanken ebenfalls Mikrokreditprogramme oder mikrokreditähnliche Programme an. Für die Region Berlin bietet die Investitionsbank Berlin innerhalb eines normalen Förderprogramms für Gründung eine Komponente „Mikrokredite“ an.
In Bremen bietet die Bremer Aufbaubank GmbH ein entsprechendes Mikrokreditprogramm an, in Sachsen die Sächsische Aufbaubank, in Mecklenburg-Vorpommern die Gesellschaft für Struktur- und Arbeitsmarktentwicklung, in Nordrhein-Westfalen die NRW.Bank. In Thüringen werden Mikrodarlehen über die Thüringer Aufbaubank vergeben. Ausschlaggebend für eine Auszahlung ist ein positives Votum der Beratungsstelle für Mikrofinanzierungen im Freistaat Thüringen, der ThEx Mikrofinanzagentur.
Die Programme unterscheiden sich deutlich vor allem in den Hürden beim Zugang zu diesen Mikrokreditprogrammen, aber auch in Kredithöhe, Laufzeiten, tilgungsfreien Zeiten, Zinsen und notwendigen Sicherheiten der Antragsteller. Bei diesen Programmen werden bankübliche Entscheidungs- und Vergabeprozedere angewendet auf Kunden, die bereits bankfähig sind und über eine entsprechende Kredithistorie verfügen.
Seit 2017 werden Mikrokredite auch in Kombination mit alternativen Finanzierungslösungen wie dem Crowdfunding vergeben. Über die Startnext Crowdfunding GmbH bieten inzwischen mehrere Landesförderbanken (L-Bank, Investitionsbank Berlin etc.) die sogenannte MikroCrowd an. Das Modell der MikroCrowd wurde bereits Anfang 2016 von der ThEx Mikrofinanzagentur als Modellskizze veröffentlicht.